# ルイス・ディエゴ・ロペス
ルイス・ディエゴ・ロペス・ブレイホ（Luis Diego López Breijo, 1974年8月22日 - ）は、ウルグアイ・モンテビデオ出身の元同国代表サッカー選手、現サッカー指導者。現役時代のポジションはDF（センターバック及び右サイドバック）。

## 経歴

### 現役時代
1998年より所属したイタリアのカリアリでは、2010年に退団するまでの12年間で右サイドバックのレギュラーとして344試合に出場した。
ウルグアイ代表としては、コパ・アメリカ1995とコパ・アメリカ1999の代表に選ばれているが、W杯への出場はなかった。

### 指導者時代
古巣カリアリの下部組織での指導を経て、2012-13シーズンよりトップチームのアシスタントコーチに就任。セリエAでチームを指揮する監督ライセンスを未取得だったため、イヴォ・プルガ監督との二頭体制をとったが、翌シーズンからプルガと立場を入れ替え、正式に監督となる。しかしクラブはリーグ下位に低迷し、直近6試合で勝ち点4の獲得に留まると2014年4月6日に解任された。
2014-15シーズンはセリエBに降格したボローニャFCを指揮。勝利で2位浮上かつ敗戦で4位転落という状況で迎えた2015年5月3日のフロジノーネ・カルチョ戦で敗れ、翌日に解任となった。
2017年1月26日にUSチッタ・ディ・パレルモに招聘されたが、クラブは降格圏から抜け出せず4月11日に更迭
。同年10月18日よりシーズン終了まで古巣カリアリ・カルチョを率いた。
2018年6月7日よりCAペニャロールと翌年末までの契約を締結し、初めて母国で指揮を執ることとなった。リーグ首位を走るクラブを引き継ぐとその順位を維持し、通算50度目及び連覇となるリーグ優勝へ導いた。

## 監督成績
2020年12月5日現在
| クラブ       | 国             | 就任           | 退任           | 記録 | 記録 | 記録 | 記録 | 記録 | 記録 | 記録 | 記録   |
| クラブ       | 国             | 就任           | 退任           | 試   | 勝   | 分   | 敗   | 得   | 失   | 差   | 勝率   |
| ------------ | -------------- | -------------- | -------------- | ---- | ---- | ---- | ---- | ---- | ---- | ---- | ------ |
| カリアリ     | イタリアの旗   | 2013年7月1日   | 2014年4月7日   | 33   | 7    | 11   | 15   | 31   | 46   | −15  | 021.21 |
| ボローニャ   | イタリアの旗   | 2014年7月1日   | 2015年5月4日   | 40   | 16   | 15   | 9    | 47   | 35   | +12  | 040.00 |
| パレルモ     | イタリアの旗   | 2017年1月26日  | 2017年4月11日  | 10   | 1    | 2    | 7    | 8    | 26   | −18  | 010.00 |
| カリアリ     | イタリアの旗   | 2017年10月18日 | 2018年6月7日   | 31   | 9    | 6    | 16   | 28   | 49   | −21  | 029.03 |
| ペニャロール | ウルグアイの旗 | 2018年6月8日   | 2019年12月17日 | 67   | 36   | 17   | 14   | 98   | 60   | +38  | 053.73 |
| ブレシア     | イタリアの旗   | 2020年2月5日   | 2020年4月20日  | 16   | 2    | 4    | 10   | 15   | 38   | −23  | 012.50 |
| ブレシア     | イタリアの旗   | 2020年10月6日  | 2020年12月7日  | 9    | 3    | 2    | 4    | 14   | 13   | +1   | 033.33 |
| 合計         | 合計           | 合計           | 合計           | 206  | 74   | 57   | 75   | 241  | 267  | −26  | 035.92 |

## タイトル

### 選手時代
ウルグアイ代表
- コパ・アメリカ:1回（1995）

### 監督時代
- トルネオ・ウルグアージョ:1回（2018）